# Labyrinthocyathus limatulus
Espèce
Statut CITES
Labyrinthocyathus limatulus est une espèce de coraux appartenant à la famille des Caryophylliidae.